# Jeppe Tranholm-Mikkelsen
Jeppe Tranholm-Mikkelsen (sinh ngày 30 tháng 10 năm 1962) là một nhà ngoại giao người Đan Mạch, giữ chức Tổng thư ký Hội đồng Liên minh châu Âu kể từ tháng 7 năm 2015.

## Tiểu sử
Jeppe Tranholm-Mikkelsen sinh ngày 30 tháng 10 năm 1962 tại Aden, Thuộc địa Aden (nay là Yemen). Cha ông là một nhà truyền giáo Luther và mẹ ông là một giáo viên. Sau khi Nội chiến Bắc Yemen bùng nổ, gia đình trở về Đan Mạch. Họ định cư ở Bắc Jutland, nơi Tranholm-Mikkelsen lớn lên ở Đan Mạch trong một gia đình tự do, tiến bộ.
Ông bắt học trong một trường Tin lành, sau đó lấy bằng Thạc sĩ Khoa học năm 1990 về quan hệ quốc tế từ Trường Kinh tế London. Hai năm sau, ông lấy bằng Thạc sĩ Khoa học về Khoa học Chính trị tại Đại học Aarhus ở Đan Mạch. Ông nói tiếng Anh, tiếng Đức, tiếng Pháp, một ít tiếng Tây Ban Nha, tiếng Hà Lan và tiếng Trung.
Tranholm-Mikkelsen bắt đầu sự nghiệp chuyên nghiệp của mình vào năm 1992 trong lĩnh vực công vụ Đan Mạch, làm việc trong Bộ Ngoại giao và tại Văn phòng Thủ tướng. Sau đó, ông gia nhập đại diện Đan Mạch tại Liên minh châu Âu và năm 2003 trở thành Phó đại diện thường trực tại Liên minh châu Âu, với chức danh đại sứ. Năm 2007, ông trở thành đại sứ tại Trung Quốc và năm 2010, ông được bổ nhiệm làm Đại diện thường trực tại Liên minh châu Âu, một vị trí mà ông giữ cho đến khi trở thành Tổng thư ký Hội đồng Liên minh châu Âu. Vào ngày 21 tháng 4 năm 2015, Hội đồng Liên minh châu Âu đã bổ nhiệm ông với nhiệm kỳ 5 năm hoạt động từ ngày 1 tháng 7 năm 2015 đến ngày 30 tháng 6 năm 2020. Đây là một thỏa thuận đã đạt được tại một cuộc họp của Hội đồng châu Âu vào ngày 19 tháng 3 năm 2015. Ông được bầu chức tổng thư ký Hội đồng thay vì đại sứ Đan Mạch tại Hoa Kỳ.